# Verlans
Verlans – miejscowość i gmina we Francji, w regionie Burgundia-Franche-Comté, w departamencie Górna Saona.
Według danych na rok 1990 gminę zamieszkiwało 118 osób, a gęstość zaludnienia wynosiła 72 osoby/km² (wśród 1786 gmin Franche-Comté Verlans plasuje się na 625. miejscu pod względem liczby ludności, natomiast pod względem powierzchni na miejscu 1042.).